# Giuda (nome)
Giuda  è un nome proprio di persona italiano maschile.

## Varianti
- Maschili: Giudo[1][3]

### Varianti in altre lingue
- Ebraico: יְהוּדָה (Yehudah)[3][4][5][6]
- Greco biblico: Ἰούδας (Ioúdas)[4]
- Inglese: Judah[4][5][6], Judas[4][6], Jude[6][7]
- Latino: Iudas[4]
- Polacco: Juda
- Portoghese: Judas
- Spagnolo: Judas
- Tedesco: Juda
- Yiddish

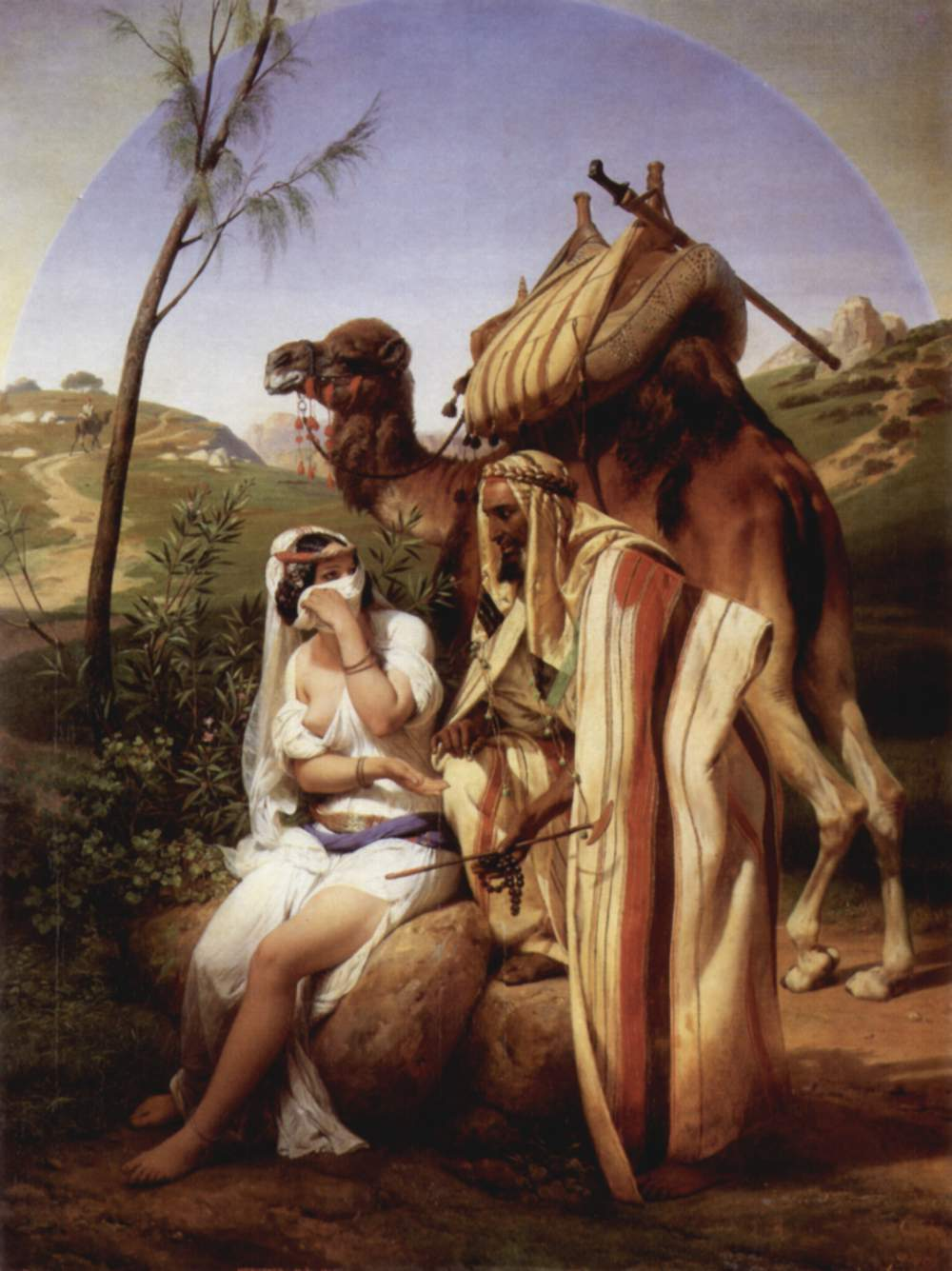
Giuda e Tamara, dipinto di Horace Vernet, 1840, Wallace Collection, Londra

  - Ipocoristici: יִדְל (Yidel, Yudel)[4]

## Origine e diffusione
Deriva dal nome ebraico יְהוּדָה (Yehudah), tratto dal sostantivo יָדָה (yadah), che vuol dire "lode"; il significato quindi è "lodato", "elogiato", "onorato"; altre fonti lo interpretano invece come "[i] leone".
Il nome è portato da diversi uomini nella Bibbia: primo fra tutti fu Giuda, il quarto dei dodici figli di Giacobbe e Lia, capo della tribù omonima (di cui fecero parte Davide e Gesù) da cui nacque il regno di Giuda, e dal cui nome derivano sia il toponimo della Giudea, sia i termini "giudeo" e "giudaismo" (da cui proviene poi il nome Giuditta); sempre nell'Antico Testamento, con questo nome si ricorda anche Giuda Maccabeo, uno dei capi della rivolta contro i Seleucidi.
Nel Nuovo Testamento questo nome viene portato da ben due dei discepoli di Gesù, Giuda Taddeo e Giuda Iscariota; quest'ultimo è ben noto per essere stato il traditore di Gesù, avendolo venduto ai sommi sacerdoti per trenta denari. La pessima fama di questo personaggio si è dimostrata molto più pesante di quella buona degli altri Giuda biblici, e ha impedito al nome di entrare nell'uso comune in diverse lingue, incluso l'italiano (tanto che negli anni settanta se ne contavano solo cinque occorrenze, più un'altra decina della forma forzatamente "mascolinizzata" Giudo). Una notevole eccezione in tal senso è la lingua inglese, che in molte traduzioni della Bibbia impiega la forma Judah per i personaggi veterotestamentari, la forma Judas per l'Iscariota, e la forma Jude per Giuda Taddeo: ciò ha permesso a quest'ultimo nome di diffondersi discretamente nei paesi anglofoni a partire dalla Riforma Protestante.

## Onomastico
L'onomastico ricorre il 28 ottobre in ricordo di san Giuda Taddeo, apostolo di Gesù e martire in Persia.

## Persone
- Giuda, fratello di Gesù
- Giuda il Galileo, ribelle ebreo
- Giuda il Principe, rabbino ebreo
- Giuda Iscariota, apostolo di Gesù
- Giuda Maccabeo, membro della dinastia degli Asmonei
- Giuda Taddeo, apostolo di Gesù

### Variante Judah
- Judah bar Ilai, rabbino ebreo
- Judah ben Baba, rabbino ebreo
- Judah ben Bathyra, rabbino ebreo

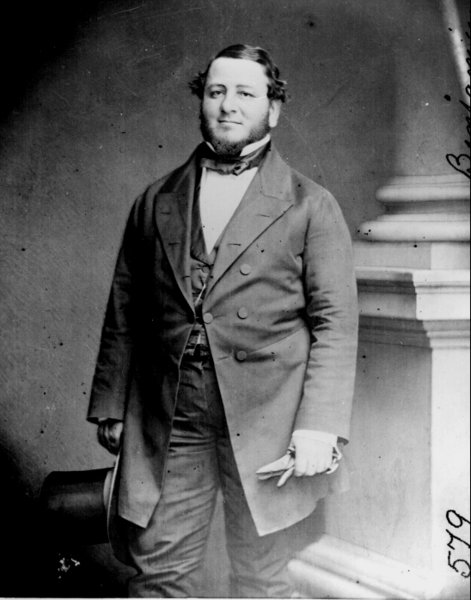
Judah Philip Benjamin

- Judah ben Saul ibn Tibbon, medico e traduttore spagnolo naturalizzato francese
- Judah ibn Verga, storico, matematico, astronomo e cabalista spagnolo
- Judah Leib Gordon, poeta e scrittore russo
- Judah Philip Benjamin, politico statunitense
- Judah Folkman, oncologo statunitense
- Judah Friedlander, attore statunitense
- Judah Lewis, attore statunitense
- Judah Loew, rabbino e studioso del Talmud ceco

### Altre varianti
- Jude Anogwih, artista nigeriano

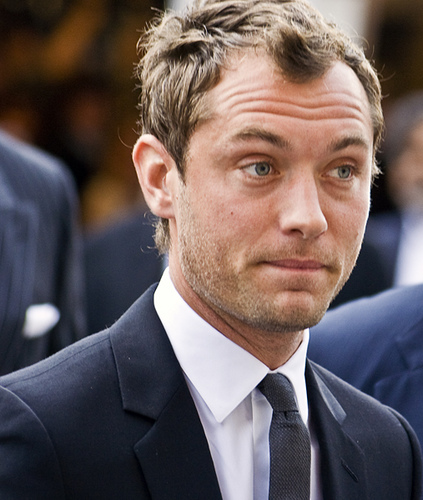
Jude Law

- Jude Bellingham, calciatore inglese
- Jude Ciccolella, attore statunitense
- Jude Law, attore britannico
- Judas José Romo y Gamboa, cardinale e arcivescovo cattolico spagnolo
- Jude Wanniski, giornalista ed economista statunitense

## Il nome nelle arti
- Jude Fawley è un personaggio del romanzo di Thomas Hardy Jude l'Oscuro.
- Jude Sharp è un personaggio della serie Inazuma Eleven.
- Jude St Francis è il protagonista del fortunato romanzo di Hanya Yanagihara Una vita come tante.
- Hey Jude è una nota canzone dei Beatles